# SSV Jahn Ratisbona
El SSV Jahn Ratisbona (en alemán y oficialmente, Sport- und Schwimmverein Jahn Regensburg e. V.), también conocido como Jahn Regensburg, SSV Jahn o simplemente Jahn, es un club de fútbol alemán de la ciudad de Ratisbona, Baviera. Jugará la temporada 2025-26 en la 3. Liga, la tercera categoría del fútbol nacional.
El club fue fundado en 1886 con el nombre original de Turnerbund Jahn Regensburg (en español, Asociación de Gimnasia Jahn Ratisbona), que tomó su nombre de Friedrich Ludwig Jahn, cuyas ideas sobre la gimnasia influyeron activamente en el deporte alemán del siglo XIX. La sección balompédica fue creada en 1907.

## Historia
Los futbolistas y deportistas se separaron del club inicial para formar en 1924 Sportbund Jahn Regensburg. El club deportivo SSV Jahn 1889 Regensburg es el resultado de la fusión de SB Jahn con el Sportverein 1889 Regensburg y el Schwimmverein 1920 Regensburg en 1934. En 2000 los futbolistas se separaron del club para formar el club de fútbol SSV Jahn 2000 Regensburg. El año se ha eliminado en 2016, hoy el club es conocido como SSV Jahn Regensburg.
Jugaron en la primera división desde 1927 hasta 1935, desde 1937 hasta 1945, en 1945-50, desde 1953 hasta 1958 y en 1960-61. En 1975-76, 1976-77, 2003-04, 2012-13 y 2017-18 jugaron en el 2. Bundesliga. A partir de la temporada 2024-25 volverán a disputar la segunda división luego de superar una serie de play-offs ante el SV Wehen Wiesbaden.

## Palmarés
- Regionalliga Bayern: 1

2015-16
- 2. Oberliga Süd: 1

1953
- Bayernliga: 5

1949, 1967, 1975, 2000, 2007
- Landesliga Bayern: 4

1966, 1983, 1990, 1999
- Copa de Baviera: 7

1947, 1948, 2001, 2004‡, 2005, 2010, 2011
- Copa de Alto Palatinado: 5

2001, 2002, 2003, 2004‡, 2006
‡ Equipo Reserva

## Entrenadores
| - Franz Binder (1952-1954) - Josef Uridil (1954-1957) - Georg Bayerer (1960-1961) - Franz Binder (1966-1968) - Aki Schmidt (1968-1970) - Heinz Elzner (1970-1972) - Bernd Oles (1973-1974) - Aki Schmidt (1975-1976) - Helmut Richert (1976-1977) - Hannes Baldauf (1985-1987) - Klaus Täuber (1992-1993) - Josef Beller (1994-1995) - Roland Seitz (1998) - Karsten Wettberg (1998-2001) - Günter Sebert (2001-2003) | - Ingo Peter (2003) - Günter Brandl (2003-2004) - Mario Basler (2004-2005) - Dariusz Pasieka (2005-2006) - Günter Güttler (2006-2008) - Thomas Kristl (2008) - Markus Weinzierl (2008-2012) - Oscar Corrochano (2012) - Franz Gerber (2012-2013) - Franz Smuda (2013) - Thomas Stratos (2013-2014) - Alexander Schmidt (2014) - Christian Brand (2014-2015) - Heiko Herrlich (2015-2017) - Achim Beierlorzer (2017-2019) |